# Liga de Ascenso Femenina 2024
La Liga de Ascenso Femenina 2024 fue un campeonato amateur de fútbol femenino en Perú, organizado y promovido por la Federación Peruana de Fútbol (FPF) y considerado la segunda división en el sistema de competencias femeninas del país. En esta segunda edición, el torneo volvió a otorgar dos cupos de ascenso directo a la Liga Femenina FPF 2025.   
Al igual que en su edición inaugural, la competición se desarrolla en todo el territorio peruano, a través de una estructura que abarca etapas distrital, provincial, departamental, regional y nacional, siguiendo un formato similar al de la Copa Perú masculina. La fase nacional, que comprendió las semifinales y la final, se disputó en Cuscodel 10 al 12 de diciembre de 2024, aunque inicialmente estuvo programada del 6 al 8 de diciembre. 
Tras disputarse la etapa nacional en el Estadio Municipal Cajonahuaylla de Cusco, Real Áncash FC (Áncash) se consagró campeón y Flamengo FBC (Junín) subcampeón del torneo, logrando ambos el ascenso a la Liga Femenina FPF 2025. Por su parte, CD Yanapuma se quedó con el tercer lugar, destacando su sólida participación en la competencia. Estos resultados marcaron el cierre de una edición memorable, con Real Áncash y Flamengo asegurando su presencia en la élite del fútbol femenino peruano.

## Etapa Departamental
En Perú, existen 25 ligas departamentales de fútbol, y cada una otorga un cupo a su campeón para participar en la etapa interregional. Sin embargo, este año no todas las regiones estuvieron representadas, dado que las regiones de Huancavelica y Madre de Dios no presentaron a sus representantes, dando un total de 23 campeones departamentales en dicha etapa. La definición de cada campeón varió según la liga departamental, pudiendo realizarse a través de una final única, una liguilla o una final de ida y vuelta.
| N.° | Fecha         | Campeón                    | Subcampeón              | Final única                      | Ida                              | Vuelta                           | Global                           |
| --- | ------------- | -------------------------- | ----------------------- | -------------------------------- | -------------------------------- | -------------------------------- | -------------------------------- |
| 1   | Amazonas      | Real Chachapoyas           | FC Uctubamba            | 2 – 1                            | –                                | –                                | 2 – 1                            |
| 2   | Áncash        | Real Áncash FC             | Santa Melania de Casma  | –                                | 0 – 1                            | 3 – 0                            | 3 – 1                            |
| 3   | Apurímac      | Atlético Andahuaylas       | Sport Killa's Abancay   | –                                | 3 – 0                            | 1 – 1                            | 4 – 1                            |
| 4   | Arequipa      | ED Stella Maris            | Blue Star Arequipa      | 1 – 0                            | –                                | –                                | 1 – 0                            |
| 5   | Ayacucho      | Strong Scalu AFC           | CFF Deportivo Huáscar   | 2 – 0                            | –                                | –                                | 2 – 0                            |
| 6   | Cajamarca     | CD Real Millennium         | CD Estrella Roja        | –                                | 2 – 0                            | 5 – 0                            | 7 – 0                            |
| 7   | Callao        | Sport Boys                 | EDM de Ventanilla       | 1 – 0                            | –                                | –                                | 1 – 0 (*)                        |
| 8   | Cusco         | Real Unión Coporaque       | San Francisco de Asís   | 2 – 0                            | –                                | –                                | 2 – 0                            |
| 9   | Huancavelica  | Sin campeón                | Sin campeón             | Sin campeón                      | Sin campeón                      | Sin campeón                      | Sin campeón                      |
| 10  | Huánuco       | Botica 24 Horas            | León de Huánuco         | 2 – 1                            | –                                | –                                | 2 – 1                            |
| 11  | Ica           | Diosdado Franco Luján      | Defensor Lima de Pisco  | 4 – 0                            | –                                | –                                | 4 – 0                            |
| 12  | Junín         | Flamengo FBC               | Ramiro Villaverde       | 2 – 1                            | –                                | –                                | 2 – 1                            |
| 13  | La Libertad   | Atlético Trujillo          | Gloriosa Cantuta        | –                                | 1 – 2                            | 2 – 1                            | 3 – 3 (4-3)                      |
| 14  | Lambayeque    | Real Ferreñafe             | FC Real Chiclayo        | 1 – 0                            | –                                | –                                | 1 – 0                            |
| 15  | Lima          | Colmillo Comas FC          | Valencia Deport Club    | 3 – 3                            | –                                | –                                | 3 – 3 (2-1)                      |
| 16  | Loreto        | CD Yanapuma                | Loretanas de Oro        | 3 – 0                            | –                                | –                                | 3 – 0                            |
| 17  | Madre de Dios | Sin campeón                | Sin campeón             | Sin campeón                      | Sin campeón                      | Sin campeón                      | Sin campeón                      |
| 18  | Moquegua      | Bolívar Academia UJCM      | AD Simón Bolívar        | El título se definió en liguilla | El título se definió en liguilla | El título se definió en liguilla | El título se definió en liguilla |
| 19  | Pasco         | CD Municipal de Villa Rica | No se tiene información | No se tiene información          | No se tiene información          | No se tiene información          | No se tiene información          |
| 20  | Piura         | Sporting Piura             | Manglares de Vice       | 2 – 0                            | –                                | –                                | 2 – 0                            |
| 21  | Puno          | Leonas Doradas             | Retto Hungaritos        | 3 – 2                            | –                                | –                                | 3 – 2                            |
| 22  | San Martín    | Chacal FC                  | Club Deportivo Evenecer | 1 – 1                            | –                                | –                                | 1 – 1 (5-4)                      |
| 23  | Tacna         | Team Takana                | Saetas Tacna            | El título se definió en liguilla | El título se definió en liguilla | El título se definió en liguilla | El título se definió en liguilla |
| 24  | Tumbes        | Superliga Zarumilla        | Sport Pampas            | 3 – 0                            | –                                | –                                | 3 – 0                            |
| 25  | Ucayali       | Force Cruzeiro             | Nuevo Pucallpa          | 2 – 3                            | –                                | –                                | 3 – 0 (**)                       |

(*) Tras la suspensión de la final en el minuto 62, debido a los actos violentos entre algunas jugadoras de ambos equipos y al ingreso de público al campo de juego sin que la gloriosa PNP pudiera ofrecer garantías, la Liga Deportiva Departamental de Fútbol del Callao tomó en cuenta el informe arbitral y "proclamó ganador del partido a Sport Boys". De esta manera, el cuadro rosado se proclamó campeón departamental.
(**) Luego de perder en cancha, Force Cruzeiro presentó un reclamo demostrando que los registros públicos de Nuevo Pucallpa estaban vencidos al momento de jugarse la final. "La Comisión de Justicia de la Comisión Departamental de Fútbol Femenino de Ucayali declaró fundado el recurso de reclamo presentado por el Club Force Cruzeiro". Por lo tanto, el título de campeón departamental cambió de manos.

## Etapa Interregional
Tras disputarse las etapas distrital, provincial y departamental, veintitrés campeones departamentales avanzaron a la etapa Interregional, estructurada en tres fases. En la fase 1, los equipos se distribuyeron en once llaves considerando su proximidad geográfica; el campeón de Loreto no participó en esta etapa, ya que fue clasificado directamente a la fase 2. Posteriormente, en la fase 2, los once vencedores de la fase 1, junto con el campeón de Loreto, se enfrentaron en seis llaves. En la fase 3, los seis ganadores de la etapa anterior compitieron en tres llaves. Finalmente, los tres equipos vencedores de la fase 3, junto con el mejor perdedor, obtendrán su pase a la Etapa Nacional. 

### Fase 1
En la primera fase de la etapa interregional, participaron 22 de los 23 campeones departamentales clasificados. Los equipos se enfrentaron en partidos de eliminación directa, disputados en canchas neutrales, con las llaves definidas según la cercanía geográfica. Los ganadores de cada enfrentamiento avanzaron a la fase 2. El Club Deportivo Yanapuma, representante de Loreto, fue el único equipo que no participó en esta fase, clasificando directamente a la fase 2 de la etapa interregional.

#### Llaves eliminatorias
De acuerdo con el Reglamento del Torneo Liga de Ascenso Femenino, la Dirección de Desarrollo de la FPF, con el apoyo de las ligas departamentales, designó las siguientes once llaves, que se jugaron entre el 26 y el 27 de octubre de 2024: 
| Llave | Región sede | Duelo regional | Duelo regional |
| ----- | ----------- | -------------- | -------------- |
| 1     | Lambayeque  | Cajamarca      | Tumbes         |
| 2     | Cajamarca   | Lambayeque     | Amazonas       |
| 3     | La Libertad | Piura          | Áncash         |
| 4     | Áncash      | La Libertad    | Callao         |
| 5     | Huánuco     | San Martín     | Ucayali        |
| 6     | Lima        | Junín          | Huánuco        |
| 7     | Lima        | Ica            | Pasco          |
| 8     | Ica         | Lima           | Ayacucho       |
| 9     | Puno        | Arequipa       | Cusco          |
| 10    | Cusco       | Puno           | Apurímac       |
| 11    | Arequipa    | Tacna          | Moquegua       |

#### Resultados
| N.° | Fecha         | Hora  | Sede        | Estadio                     | Equipo 1              | Equipo 2                   | Resultados  |
| --- | ------------- | ----- | ----------- | --------------------------- | --------------------- | -------------------------- | ----------- |
| 1   | 26 de octubre | 11:00 | Puno        | Politécnico Los Andes       | ED Stella Maris       | Real Unión Coporaque       | 2 – 0       |
| 2   | 26 de octubre | 12:00 | Cusco       | Municipal Cajonahuaylla     | Leonas Doradas        | Atlético Andahuaylas       | 0 – 3       |
| 3   | 26 de octubre | 15:00 | Huánuco     | Municipal de Aucayacu       | Chacal FC             | Force Cruzeiro             | 5 – 1       |
| 4   | 26 de octubre | 15:15 | La Libertad | CD UPAO                     | Sporting Piura        | Real Áncash FC             | 0 – 2       |
| 5   | 26 de octubre | 15:30 | Ica         | Municipal de La Tinguiña    | Colmillo Comas FC     | Strong Scalu AFC           | 0 – 3       |
| 6   | 26 de octubre | 18:00 | Lima        | Pol. Limatambo de San Borja | Flamengo FBC          | Botica 24 Horas            | 1 – 1 (4-2) |
| 7   | 26 de octubre | 20:00 | Lima        | Pol. Limatambo de San Borja | Diosdado Franco Luján | CD Municipal de Villa Rica | 7 – 0       |
| 8   | 27 de octubre | 10:00 | Arequipa    | Villa Deportiva Characato   | Team Takana           | Bolívar Academia UJCM      | 4 – 2       |
| 9   | 27 de octubre | 11:40 | Áncash      | Valeriano López             | Atlético Trujillo     | Sport Boys                 | 3 – 0       |
| 10  | 27 de octubre | 11:30 | Lambayeque  | CD Rumenos Scander          | CD Real Millennium    | Superliga Zarumilla        | 2 – 2 (4-3) |
| 11  | 27 de octubre | 15:00 | Cajamarca   | Municipal de Bellavista     | Real Ferreñafe        | Real Chachapoyas           | 0 – 2       |

### Fase 2
Los seis partidos de esta fase de la Etapa Interregional fueron programados en canchas neutrales, teniendo en cuenta la cercanía geográfica entre los equipos participantes. Los ganadores de cada llave pasaron a la fase 3. 

#### Llaves eliminatorias
Se designó las siguientes seis llaves, que se jugaron entre el 9 y el 10 de noviembre de 2024: 
| Llave | Región sede | Duelo regional | Duelo regional |
| ----- | ----------- | -------------- | -------------- |
| A     | Lambayeque  | Cajamarca      | Amazonas       |
| B     | Lima        | Äncash         | La Libertad    |
| C     | Huánuco     | San Martín     | Junín          |
| D     | Lima        | Ica            | Loreto         |
| E     | Ica         | Ayacucho       | Arequipa       |
| F     | Ica         | Apurimac       | Tacna          |

#### Resultados
| N.° | Fecha           | Hora  | Sede       | Estadio                     | Equipo 1              | Equipo 2          | Resultados  |
| --- | --------------- | ----- | ---------- | --------------------------- | --------------------- | ----------------- | ----------- |
| 1   | 9 de noviembre  | 15:00 | Ica        | Municipal de Nazca          | Atlético Andahuaylas  | Team Takana       | 0 – 0 (3-4) |
| 2   | 9 de noviembre  | 16:00 | Huánuco    | Municipal de Aucayacu       | Chacal FC             | Flamengo FBC      | 0 – 2       |
| 3   | 9 de noviembre  | 16:00 | Lambayeque | CD Rumenos Scander          | CD Real Millennium    | Real Chachapoyas  | 3 – 2       |
| 4   | 9 de noviembre  | 18:00 | Lima       | Pol. Limatambo de San Borja | Real Áncash FC        | Atlético Trujillo | 5 – 0       |
| 5   | 9 de noviembre  | 20:00 | Lima       | Pol. Limatambo de San Borja | Diosdado Franco Luján | CD Yanapuma       | 0 – 3(*)    |
| 6   | 10 de noviembre | 15:30 | Ica        | Municipal de La Tinguiña    | Strong Scalu AFC      | ED Stella Maris   | 3 – 2       |

(*) El partido jugado en Lima fue ganado 4-2 por el club Diosdado Franco Luján de Ica. Sin embargo, el Club Deportivo Yanapuma de Loreto presentó un reclamo ante la Comisión de Apelación de la Liga Departamental de Fútbol de Lima, alegando que el cuadro iqueño incumplió el artículo 14, inciso B del Texto Único de Bases y Reglamentos del Sistema Nacional de Campeonatos de la FPF. Dicho artículo establece: "Vencido su mandato, el Club deberá renovar su Junta Directiva de conformidad con su Estatuto, debiendo presentar ante su Liga Departamental la Copia Literal Certificada de su última Junta Directiva registrada para inscribirse en el Registro Federativo y participar ACTIVAMENTE en los Torneos Oficiales". En este caso, el mandato de la última junta directiva del club iqueño venció el 3 de noviembre de 2024 y el encuentro contra Yanapuma se disputó el 9 de noviembre de 2024, sin que Diosdado Franco Luján hubiera renovado su junta directiva. Ante esta situación, la comisión declaró fundada la apelación, lo que permitió al equipo loretano clasificar a la fase 3.

### Fase 3
Los tres partidos de esta fase de la etapa interregional fueron programados en canchas neutrales, teniendo en cuenta la cercanía geográfica entre los equipos participantes. Los ganadores de cada llave, así como el mejor perdedor de los tres partidos, clasificaron a la etapa nacional que se jugó en Cusco. 

#### Llaves eliminatorias
Se designó las siguientes tres llaves, que se jugaron entre el 23 y el 24 de noviembre de 2024: 
| Llave | Región sede | Duelo regional | Duelo regional |
| ----- | ----------- | -------------- | -------------- |
| 1     | La Libertad | Cajamarca      | Áncash         |
| 2     | Lima        | Junín          | Loreto         |
| 3     | Ica         | Ayacucho       | Tacna          |

#### Resultados
| N.° | Fecha           | Hora  | Sede        | Estadio                     | Equipo 1           | Equipo 2       | Resultados  |
| --- | --------------- | ----- | ----------- | --------------------------- | ------------------ | -------------- | ----------- |
| 1   | 23 de noviembre | 19:00 | Lima        | Pol. Limatambo de San Borja | Flamengo FBC       | CD Yanapuma    | 0 – 0 (5-4) |
| 2   | 24 de noviembre | 9:00  | Ica         | Municipal de Parcona        | Strong Scalu AFC   | Team Takana    | 3 – 0(*)    |
| 3   | 24 de noviembre | 11:00 | La Libertad | Mansiche                    | CD Real Millennium | Real Áncash FC | 2 – 3       |

(*) El partido inicialmente estaba programado para jugarse el sábado 23 de noviembre a las 3:00 p. m. en el Estadio Municipal de La Tinguiña, Ica. Fue postergado porque ese día el Team Takana estuvo más de diez horas varado cerca de la localidad de Chala, debido al paro de mineros informales, quienes bloquean por varios días la Panamericana Sur en diferentes puntos de Arequipa e Ica.

## Etapa Nacional

### Cuadro
|  | Interregional-Fase 1  | Interregional-Fase 1  | Interregional-Fase 1 |                   |                      | Interregional-Fase 2 | Interregional-Fase 2 | Interregional-Fase 2 |  |                    | Interregional-Fase 3 | Interregional-Fase 3 | Interregional-Fase 3 |       |                | Nacional-Semifinales | Nacional-Semifinales | Nacional-Semifinales |             |               | Nacional-Final   | Nacional-Final   | Nacional-Final |  |
|  |                       |                       |                      |                   |                      |                      |                      |                      |  |                    |                      |                      |                      |       |                |                      |                      |                      |             |               |                  |                  |                |  |
|  |                       |                       |                      |                   |                      |                      |                      |                      |  |                    |                      |                      |                      |       |                |                      |                      |                      |             |               |                  |                  |                |  |
|  | CD Real Millennium    | CD Real Millennium    | 2 (4)                |                   |                      |                      |                      |                      |  |                    |                      |                      |                      |       |                |                      |                      |                      |             |               |                  |                  |                |  |
|  | CD Real Millennium    | CD Real Millennium    | 2 (4)                |                   |                      |                      |                      |                      |  |                    |                      |                      |                      |       |                |                      |                      |                      |             |               |                  |                  |                |  |
|  | Superliga Zarumilla   | Superliga Zarumilla   | 2 (3)                |                   |                      |                      |                      |                      |  |                    |                      |                      |                      |       |                |                      |                      |                      |             |               |                  |                  |                |  |
|  | Superliga Zarumilla   | Superliga Zarumilla   | 2 (3)                |                   | CD Real Millennium   | CD Real Millennium   | 3                    |                      |  |                    |                      |                      |                      |       |                |                      |                      |                      |             |               |                  |                  |                |  |
|  |                       |                       |                      |                   | CD Real Millennium   | CD Real Millennium   | 3                    |                      |  |                    |                      |                      |                      |       |                |                      |                      |                      |             |               |                  |                  |                |  |
|  |                       |                       | Real Chachapoyas     | Real Chachapoyas  | 2                    |                      |                      |                      |  |                    |                      |                      |                      |       |                |                      |                      |                      |             |               |                  |                  |                |  |
|  | Real Ferreñafe        | Real Ferreñafe        | Real Chachapoyas     | Real Chachapoyas  | 2                    | 0                    |                      |                      |  |                    |                      |                      |                      |       |                |                      |                      |                      |             |               |                  |                  |                |  |
|  | Real Ferreñafe        | Real Ferreñafe        |                      |                   |                      |                      |                      |                      |  |                    |                      |                      |                      |       |                |                      |                      |                      |             |               |                  |                  |                |  |
|  | Real Chachapoyas      | Real Chachapoyas      | 2                    |                   |                      |                      |                      |                      |  |                    |                      |                      |                      |       |                |                      |                      |                      |             |               |                  |                  |                |  |
|  | Real Chachapoyas      | Real Chachapoyas      | 2                    |                   |                      |                      |                      |                      |  | CD Real Millennium | CD Real Millennium   | 2                    |                      |       |                |                      |                      |                      |             |               |                  |                  |                |  |
|  |                       |                       |                      |                   |                      |                      |                      |                      |  | CD Real Millennium | CD Real Millennium   | 2                    |                      |       |                |                      |                      |                      |             |               |                  |                  |                |  |
|  |                       |                       | Real Áncash FC       | Real Áncash FC    | 3                    |                      |                      |                      |  |                    |                      |                      |                      |       |                |                      |                      |                      |             |               |                  |                  |                |  |
|  | Sporting Piura        | Sporting Piura        | Real Áncash FC       | Real Áncash FC    | 3                    | 0                    |                      |                      |  |                    |                      |                      |                      |       |                |                      |                      |                      |             |               |                  |                  |                |  |
|  | Sporting Piura        | Sporting Piura        |                      |                   |                      |                      |                      |                      |  |                    |                      |                      |                      |       |                |                      |                      |                      |             |               |                  |                  |                |  |
|  | Real Áncash FC        | Real Áncash FC        | 2                    |                   |                      |                      |                      |                      |  |                    |                      |                      |                      |       |                |                      |                      |                      |             |               |                  |                  |                |  |
|  | Real Áncash FC        | Real Áncash FC        | 2                    |                   | Real Áncash FC       | Real Áncash FC       | 5                    |                      |  |                    |                      |                      |                      |       |                |                      |                      |                      |             |               |                  |                  |                |  |
|  |                       |                       |                      |                   | Real Áncash FC       | Real Áncash FC       | 5                    |                      |  |                    |                      |                      |                      |       |                |                      |                      |                      |             |               |                  |                  |                |  |
|  |                       |                       | Atlético Trujillo    | Atlético Trujillo | 0                    |                      |                      |                      |  |                    |                      |                      |                      |       |                |                      |                      |                      |             |               |                  |                  |                |  |
|  | Atlético Trujillo     | Atlético Trujillo     | Atlético Trujillo    | Atlético Trujillo | 0                    | 3                    |                      |                      |  |                    |                      |                      |                      |       |                |                      |                      |                      |             |               |                  |                  |                |  |
|  | Atlético Trujillo     | Atlético Trujillo     |                      |                   |                      |                      |                      |                      |  |                    |                      |                      |                      |       |                |                      |                      |                      |             |               |                  |                  |                |  |
|  | Sport Boys            | Sport Boys            | 0                    |                   |                      |                      |                      |                      |  |                    |                      |                      |                      |       |                |                      |                      |                      |             |               |                  |                  |                |  |
|  | Sport Boys            | Sport Boys            | 0                    |                   |                      |                      |                      |                      |  |                    |                      |                      |                      |       | Real Áncash FC | Real Áncash FC       | 2                    |                      |             |               |                  |                  |                |  |
|  |                       |                       |                      |                   |                      |                      |                      |                      |  |                    |                      |                      |                      |       | Real Áncash FC | Real Áncash FC       | 2                    |                      |             |               |                  |                  |                |  |
|  |                       |                       | CD Yanapuma (*)      | CD Yanapuma (*)   | 0                    |                      |                      |                      |  |                    |                      |                      |                      |       |                |                      |                      |                      |             |               |                  |                  |                |  |
|  |                       |                       | CD Yanapuma (*)      | CD Yanapuma (*)   | 0                    |                      |                      |                      |  |                    |                      |                      |                      |       |                |                      |                      |                      |             |               |                  |                  |                |  |
|  |                       |                       |                      |                   |                      |                      |                      |                      |  |                    |                      |                      |                      |       |                |                      |                      |                      |             |               |                  |                  |                |  |
|  |                       |                       |                      |                   |                      |                      |                      |                      |  |                    |                      |                      |                      |       |                |                      |                      |                      |             |               |                  |                  |                |  |
|  |                       |                       |                      |                   |                      |                      |                      |                      |  |                    |                      |                      |                      |       |                |                      |                      |                      |             |               |                  |                  |                |  |
|  |                       |                       |                      |                   |                      |                      |                      |                      |  |                    |                      |                      |                      |       |                |                      |                      |                      |             |               |                  |                  |                |  |
|  |                       |                       |                      |                   |                      |                      |                      |                      |  |                    |                      |                      |                      |       |                |                      |                      |                      |             |               |                  |                  |                |  |
|  |                       |                       |                      |                   |                      |                      |                      |                      |  |                    |                      |                      |                      |       |                |                      |                      |                      |             |               |                  |                  |                |  |
|  |                       |                       |                      |                   |                      |                      |                      |                      |  |                    |                      |                      |                      |       |                |                      |                      |                      |             |               |                  |                  |                |  |
|  |                       |                       |                      |                   |                      |                      |                      |                      |  |                    |                      |                      |                      |       |                |                      |                      |                      |             |               |                  |                  |                |  |
|  |                       |                       |                      |                   |                      |                      |                      |                      |  |                    |                      |                      |                      |       |                |                      |                      |                      |             |               |                  |                  |                |  |
|  |                       |                       |                      |                   |                      |                      |                      |                      |  |                    |                      |                      |                      |       |                |                      |                      |                      |             |               |                  |                  |                |  |
|  |                       |                       |                      |                   |                      |                      |                      |                      |  |                    |                      |                      |                      |       |                |                      |                      |                      |             |               |                  |                  |                |  |
|  |                       |                       |                      |                   |                      |                      |                      |                      |  |                    |                      |                      |                      |       |                |                      |                      |                      |             |               |                  |                  |                |  |
|  |                       |                       |                      |                   |                      |                      |                      |                      |  |                    |                      |                      |                      |       |                |                      |                      |                      |             |               |                  |                  |                |  |
|  |                       |                       |                      |                   |                      |                      |                      |                      |  |                    |                      |                      |                      |       |                |                      |                      |                      |             |               |                  |                  |                |  |
|  |                       |                       |                      |                   |                      |                      |                      |                      |  |                    |                      |                      |                      |       |                |                      |                      |                      |             |               |                  |                  |                |  |
|  |                       |                       |                      |                   |                      |                      |                      |                      |  |                    |                      |                      |                      |       |                |                      |                      |                      |             |               |                  |                  |                |  |
|  |                       |                       |                      |                   |                      |                      |                      |                      |  |                    |                      |                      |                      |       |                |                      |                      |                      |             |               |                  |                  |                |  |
|  |                       |                       |                      |                   |                      |                      |                      |                      |  |                    |                      |                      |                      |       |                |                      |                      |                      |             |               |                  |                  |                |  |
|  |                       |                       |                      |                   |                      |                      |                      |                      |  |                    |                      |                      |                      |       |                |                      |                      |                      |             |               |                  |                  |                |  |
|  |                       |                       |                      |                   |                      |                      |                      |                      |  |                    |                      |                      |                      |       |                |                      |                      |                      |             |               |                  |                  |                |  |
|  |                       |                       |                      |                   |                      |                      |                      |                      |  |                    |                      |                      |                      |       |                |                      | Real Áncash FC       | Real Áncash FC       | 1 (3)       |               |                  |                  |                |  |
|  |                       |                       |                      |                   |                      |                      |                      |                      |  |                    |                      |                      |                      |       |                |                      |                      |                      | 1 (3)       |               |                  |                  |                |  |
|  |                       |                       | Flamengo FBC         | Flamengo FBC      | 1 (2)                |                      |                      |                      |  |                    |                      |                      |                      |       |                |                      |                      |                      |             |               |                  |                  |                |  |
|  | Chacal FC             | Chacal FC             | Flamengo FBC         | Flamengo FBC      | 1 (2)                | 5                    |                      |                      |  |                    |                      |                      |                      |       |                |                      |                      |                      |             |               |                  |                  |                |  |
|  | Chacal FC             | Chacal FC             |                      |                   |                      |                      |                      |                      |  |                    |                      |                      |                      |       |                |                      |                      |                      |             |               |                  |                  |                |  |
|  | Force Cruzeiro        | Force Cruzeiro        | 1                    |                   |                      |                      |                      |                      |  |                    |                      |                      |                      |       |                |                      |                      |                      |             |               |                  |                  |                |  |
|  | Force Cruzeiro        | Force Cruzeiro        | 1                    |                   | Chacal FC            | Chacal FC            | 0                    |                      |  |                    |                      |                      |                      |       |                |                      |                      |                      |             |               |                  |                  |                |  |
|  |                       |                       |                      |                   | Chacal FC            | Chacal FC            | 0                    |                      |  |                    |                      |                      |                      |       |                |                      |                      |                      |             |               |                  |                  |                |  |
|  |                       |                       | Flamengo FBC         | Flamengo FBC      | 2                    |                      |                      |                      |  |                    |                      |                      |                      |       |                |                      |                      |                      |             |               |                  |                  |                |  |
|  | Flamengo FBC          | Flamengo FBC          | Flamengo FBC         | Flamengo FBC      | 2                    | 1 (4)                |                      |                      |  |                    |                      |                      |                      |       |                |                      |                      |                      |             |               |                  |                  |                |  |
|  | Flamengo FBC          | Flamengo FBC          |                      |                   |                      |                      |                      |                      |  |                    |                      |                      |                      |       |                |                      |                      |                      |             |               |                  |                  |                |  |
|  | Botica 24 Horas       | Botica 24 Horas       | 1 (2)                |                   |                      |                      |                      |                      |  |                    |                      |                      |                      |       |                |                      |                      |                      |             |               |                  |                  |                |  |
|  | Botica 24 Horas       | Botica 24 Horas       | 1 (2)                |                   |                      |                      |                      |                      |  | Flamengo FBC       | Flamengo FBC         | 0 (5)                |                      |       |                |                      |                      |                      |             |               |                  |                  |                |  |
|  |                       |                       |                      |                   |                      |                      |                      |                      |  | Flamengo FBC       | Flamengo FBC         | 0 (5)                |                      |       |                |                      |                      |                      |             |               |                  |                  |                |  |
|  |                       |                       | CD Yanapuma          | CD Yanapuma       | 0 (4)                |                      |                      |                      |  |                    |                      |                      |                      |       |                |                      |                      |                      |             |               |                  |                  |                |  |
|  | Diosdado F. Luján     | Diosdado F. Luján     | CD Yanapuma          | CD Yanapuma       | 0 (4)                | 7                    |                      |                      |  |                    |                      |                      |                      |       |                |                      |                      |                      |             |               |                  |                  |                |  |
|  | Diosdado F. Luján     | Diosdado F. Luján     |                      |                   |                      |                      |                      |                      |  |                    |                      |                      |                      |       |                |                      |                      |                      |             |               |                  |                  |                |  |
|  | CD Mun. de Villa Rica | CD Mun. de Villa Rica | 0                    |                   |                      |                      |                      |                      |  |                    |                      |                      |                      |       |                |                      |                      |                      |             |               |                  |                  |                |  |
|  | CD Mun. de Villa Rica | CD Mun. de Villa Rica | 0                    |                   | Diosdado F. Luján    | Diosdado F. Luján    | 0                    |                      |  |                    |                      |                      |                      |       |                |                      |                      |                      |             |               |                  |                  |                |  |
|  |                       |                       |                      |                   | Diosdado F. Luján    | Diosdado F. Luján    | 0                    |                      |  |                    |                      |                      |                      |       |                |                      |                      |                      |             |               |                  |                  |                |  |
|  |                       |                       | CD Yanapuma          | CD Yanapuma       | 3                    |                      |                      |                      |  |                    |                      |                      |                      |       |                |                      |                      |                      |             |               |                  |                  |                |  |
|  |                       |                       | CD Yanapuma          | CD Yanapuma       | 3                    |                      |                      |                      |  |                    |                      |                      |                      |       |                |                      |                      |                      |             |               |                  |                  |                |  |
|  |                       |                       |                      |                   |                      |                      |                      |                      |  |                    |                      |                      |                      |       |                |                      |                      |                      |             |               |                  |                  |                |  |
|  |                       |                       |                      |                   |                      |                      |                      |                      |  |                    |                      |                      |                      |       |                |                      |                      |                      |             |               |                  |                  |                |  |
|  |                       |                       |                      |                   |                      |                      |                      |                      |  |                    |                      | Flamengo FBC         | Flamengo FBC         | 1 (4) |                |                      |                      |                      |             |               |                  |                  |                |  |
|  |                       |                       |                      |                   |                      |                      |                      |                      |  |                    |                      |                      |                      | 1 (4) |                |                      |                      |                      |             |               |                  |                  |                |  |
|  |                       |                       | Strong Scalu AFC     | Strong Scalu AFC  | 1 (3)                |                      |                      |                      |  |                    |                      |                      |                      |       |                |                      |                      |                      |             |               |                  |                  |                |  |
|  | Colmillo Comas FC     | Colmillo Comas FC     | Strong Scalu AFC     | Strong Scalu AFC  | 1 (3)                | 0                    |                      |                      |  |                    |                      |                      |                      |       |                |                      |                      |                      |             |               |                  |                  |                |  |
|  | Colmillo Comas FC     | Colmillo Comas FC     |                      |                   |                      |                      |                      |                      |  |                    |                      |                      |                      |       |                |                      |                      |                      |             |               |                  |                  |                |  |
|  | Strong Scalu AFC      | Strong Scalu AFC      | 3                    |                   |                      |                      |                      |                      |  |                    |                      |                      |                      |       |                |                      |                      |                      |             |               |                  |                  |                |  |
|  | Strong Scalu AFC      | Strong Scalu AFC      | 3                    |                   | Strong Scalu AFC     | Strong Scalu AFC     | 3                    |                      |  |                    |                      |                      |                      |       |                |                      |                      |                      |             |               |                  |                  |                |  |
|  |                       |                       |                      |                   | Strong Scalu AFC     | Strong Scalu AFC     | 3                    |                      |  |                    |                      |                      |                      |       |                |                      |                      |                      |             |               |                  |                  |                |  |
|  |                       |                       | ED Stella Maris      | ED Stella Maris   | 2                    |                      |                      |                      |  |                    |                      |                      |                      |       |                |                      |                      |                      |             |               |                  |                  |                |  |
|  | ED Stella Maris       | ED Stella Maris       | ED Stella Maris      | ED Stella Maris   | 2                    | 2                    |                      |                      |  |                    |                      |                      |                      |       |                |                      |                      |                      |             |               |                  |                  |                |  |
|  | ED Stella Maris       | ED Stella Maris       |                      |                   |                      |                      |                      |                      |  |                    |                      |                      |                      |       |                |                      |                      |                      |             |               |                  |                  |                |  |
|  | Real Unión Coporaque  | Real Unión Coporaque  | 0                    |                   |                      |                      |                      |                      |  |                    |                      |                      |                      |       |                |                      |                      |                      |             |               |                  |                  |                |  |
|  | Real Unión Coporaque  | Real Unión Coporaque  | 0                    |                   |                      |                      |                      |                      |  | Strong Scalu AFC   | Strong Scalu AFC     | 3                    |                      |       |                |                      |                      |                      |             |               |                  |                  |                |  |
|  |                       |                       |                      |                   |                      |                      |                      |                      |  | Strong Scalu AFC   | Strong Scalu AFC     | 3                    |                      |       |                |                      |                      |                      |             |               |                  |                  |                |  |
|  |                       |                       | Team Takana          | Team Takana       | 0                    |                      |                      |                      |  |                    |                      |                      |                      |       |                |                      |                      |                      |             |               |                  |                  |                |  |
|  | Leonas Doradas        | Leonas Doradas        | Team Takana          | Team Takana       | 0                    | 0                    |                      |                      |  |                    |                      |                      |                      |       |                |                      |                      |                      |             |               |                  |                  |                |  |
|  | Leonas Doradas        | Leonas Doradas        |                      |                   |                      |                      |                      |                      |  |                    |                      |                      |                      |       |                |                      |                      |                      |             |               |                  |                  |                |  |
|  | Atlético Andahuaylas  | Atlético Andahuaylas  | 3                    |                   |                      |                      |                      |                      |  |                    |                      |                      |                      |       |                |                      |                      |                      |             |               |                  |                  |                |  |
|  | Atlético Andahuaylas  | Atlético Andahuaylas  | 3                    |                   | Atlético Andahuaylas | Atlético Andahuaylas | 0 (3)                |                      |  |                    |                      |                      |                      |       |                |                      |                      |                      |             | Tercer puesto | Tercer puesto    | Tercer puesto    |                |  |
|  |                       |                       |                      |                   | Atlético Andahuaylas | Atlético Andahuaylas | 0 (3)                |                      |  |                    |                      |                      |                      |       |                |                      |                      |                      |             | Tercer puesto | Tercer puesto    | Tercer puesto    |                |  |
|  |                       |                       | Team Takana          | Team Takana       | 0 (4)                |                      |                      |                      |  |                    |                      |                      |                      |       |                |                      |                      |                      |             |               |                  |                  |                |  |
|  | Team Takana           | Team Takana           | Team Takana          | Team Takana       | 0 (4)                | 4                    |                      |                      |  |                    |                      |                      |                      |       |                |                      |                      |                      | CD Yanapuma | CD Yanapuma   | 2                |                  |                |  |
|  | Team Takana           | Team Takana           |                      |                   |                      |                      |                      |                      |  |                    |                      |                      |                      |       |                |                      |                      |                      | CD Yanapuma | CD Yanapuma   | 2                |                  |                |  |
|  | Bolívar Acad. UJCM    | Bolívar Acad. UJCM    | 2                    |                   |                      |                      |                      |                      |  |                    |                      |                      |                      |       |                |                      |                      |                      |             |               | Strong Scalu AFC | Strong Scalu AFC | 0              |  |
|  | Bolívar Acad. UJCM    | Bolívar Acad. UJCM    | 2                    |                   |                      |                      |                      |                      |  |                    |                      |                      |                      |       |                |                      |                      |                      |             |               | Strong Scalu AFC | Strong Scalu AFC | 0              |  |
|  |                       |                       |                      |                   |                      |                      |                      |                      |  |                    |                      |                      |                      |       |                |                      |                      |                      |             |               |                  |                  |                |  |

- (*) Mejor perdedor de la ronda anterior.

### Semifinales
| N.° | Fecha           | Hora  | Sede  | Estadio                 | Equipo 1       | Equipo 2         | Resultados  |
| --- | --------------- | ----- | ----- | ----------------------- | -------------- | ---------------- | ----------- |
| 1   | 10 de diciembre | 10:00 | Cusco | Municipal Cajonahuaylla | Real Áncash FC | CD Yanapuma      | 2 – 0       |
| 2   | 10 de diciembre | 14:00 | Cusco | Municipal Cajonahuaylla | Flamengo FBC   | Strong Scalu AFC | 1 – 1 (4-3) |

### Tercer lugar
| N.° | Fecha           | Hora  | Sede  | Estadio                 | Equipo 1    | Equipo 2         | Resultado |
| --- | --------------- | ----- | ----- | ----------------------- | ----------- | ---------------- | --------- |
| 1   | 11 de diciembre | 10:00 | Cusco | Municipal Cajonahuaylla | CD Yanapuma | Strong Scalu AFC | 2 – 0     |

### Final
| N.° | Fecha           | Hora  | Sede  | Estadio                 | Equipo 1       | Equipo 2     | Resultado   |
| --- | --------------- | ----- | ----- | ----------------------- | -------------- | ------------ | ----------- |
| 1   | 12 de diciembre | 10:00 | Cusco | Municipal Cajonahuaylla | Real Áncash FC | Flamengo FBC | 1 – 1 (3-2) |

|                                      |
| Campeón Real Áncash FC Primer título |
| Asciende a Liga Femenina FPF 2025    |

|                                              |                                       |
| Flamengo FBC                                 | CD Yanapuma                           |
| Subcampeón Asciende a Liga Femenina FPF 2025 | Tercero Liga de Ascenso Femenina 2025 |